# 笠原正雄
笠原 正雄（かさはら まさお、1936年10月11日 - ）は、日本の工学者。東京都出身。

## プロフィール

### 学歴
- 大阪府立大学 工学部 電気工学科 卒業[2]
- 大阪大学 大学院 工学研究科 通信工学専攻 修士課程 修士（工学）[2]
- 1965年　大阪大学 大学院 工学研究科 通信工学専攻 博士課程　修了[2][3]

### 学位
- 博士（工学）[2][3]

### 職歴
- 1965年　大阪大学 工学部通信工学科 助手[2][3]
- 米国ベル電話研究所客室 研究員[2]
- 大阪大学 工学部通信工学科 講師[2]
- 大阪大学 工学部通信工学科 助教授[2][3]
- 1987年 - 2000年　京都工芸繊維大学 工芸学部 教授[2][3]
- 大阪大学 工学部 教授（併任）[2]
- 京都工芸繊維大学 情報処理センター センター長[2]
- 京都工芸繊維大学 名誉教授[2]
- 1996年　電子情報通信学会基礎・境界ソサイエティ 会長[4]
- 2000年　大阪学院大学 情報学部 教授[2][3]
- 大阪学院大学 名誉教授

### 受賞
- 1966年　電子通信学会稲田賞[3]
- 1983年　電子通信学会論文賞[3]
- 1986年　電子情報通信学会著述賞[3]
- 1991年　第6回電気通信普及財団賞(テレコムシステム技術賞)[3]
- 1995年　平成5年度電子情報通信学会業績賞,同小林記念特別賞[3]

### 研究分野
- 知能機械学・機械システム[3]

- ディジタル通信工学
- 暗号学
- 情報倫理
- 情報数学
- 情報セキュリティ技術

### 人物
- 息子はソーシャル・ネットワーキング・サービス（SNS）を運営する「ミクシィ」の会長、笠原健治[5]。
- 趣味は水泳、合唱（ベース）。